# 國家鄉紳湖 (印第安納州)
國家鄉紳湖（英語：Country Squire Lakes）是位於美國印地安納州詹寧斯縣的一個人口普查指定地區。

## 人口
根據2010年美國人口普查的數據，國家鄉紳湖的面積為7.00平方千米，當中陸地面積為6.64平方千米，而水域面積為0.36平方千米。當地共有人口282人，而人口密度為每平方千米40.29人。